# Prva zetska štedionica
Prva zetska štedionica, kasnije nazvana Podgorička banka, formirana 1904. u Podgorici s početnim kaiptalom od 200.000 crnogorskih perpera.
Djelovala je kao dioničko društvo.
1906. se kapital povećao na 600.000 perpera. Banka je obnovila rad nakon Prvog svjetskog rata. 

## Vanjske poveznice
Dioničarska udruge u Crnoj Gori do 1941.